# Guêpe de l'ouest
Vespula pensylvanica
Espèce
La Guêpe de l'ouest (Vespula pensylvanica) est une espèce de guêpes sociales de la famille des Vespidae.

## Distribution
La Guêpe de l'ouest se trouve à l'ouest des États-Unis.